# Bartholomäus van der Lake
Bartholomäus van der Lake (* um 1420; † 1468) war Kleriker der Diözese Köln und Notar am Kölnischen Offizialgericht in Arnsberg.
1432 ist Bartholomäus van der Lake als Kleriker der Diözese Köln nachweisbar. Nach Rückkehr um 1434 in seine Heimatstadt Soest und seiner Aufnahme als Bürger 1436 war er dort ab 1440/41 Stadtsekretär. Er ist Verfasser einer Chronik zur Soester Fehde.